# آلن مایرز
آلن مایرز (انگلیسی: Alan Mayers؛ زادهٔ ۲۰ آوریل ۱۹۳۷) بازیکن فوتبال اهل بریتانیا است.